# Tournières
Tournières ist eine französische Gemeinde im Département Calvados in der Region Normandie mit 147 Einwohnern (Stand: 1. Januar 2022). Tournières gehört zum Arrondissement Bayeux und zum Kanton Trévières. 

## Geografie
Tournières liegt etwa 29 Kilometer westsüdwestlich von Bayeux. Umgeben wird Tournières von den Nachbargemeinden Saint-Martin-de-Blagny im Norden und Westen, Le Molay-Littry im Osten, Cerisy-la-Forêt im Süden und Südosten sowie Sainte-Marguerite-d’Elle im Westen und Südwesten.

## Geschichte
Kurz nach der Landung errichtete General Dwight D. Eisenhower hier 1944 ein erstes Hauptquartier unter dem Namen Shellburst.

## Bevölkerungsentwicklung
| 1962                      | 1968 | 1975 | 1982 | 1990 | 1999 | 2006 | 2013 |
| ------------------------- | ---- | ---- | ---- | ---- | ---- | ---- | ---- |
| 195                       | 213  | 205  | 188  | 184  | 171  | 176  | 160  |
| Quelle: Cassini und INSEE |      |      |      |      |      |      |      |

## Sehenswürdigkeiten
- Kirche Saint-Martin aus dem 19. Jahrhundert

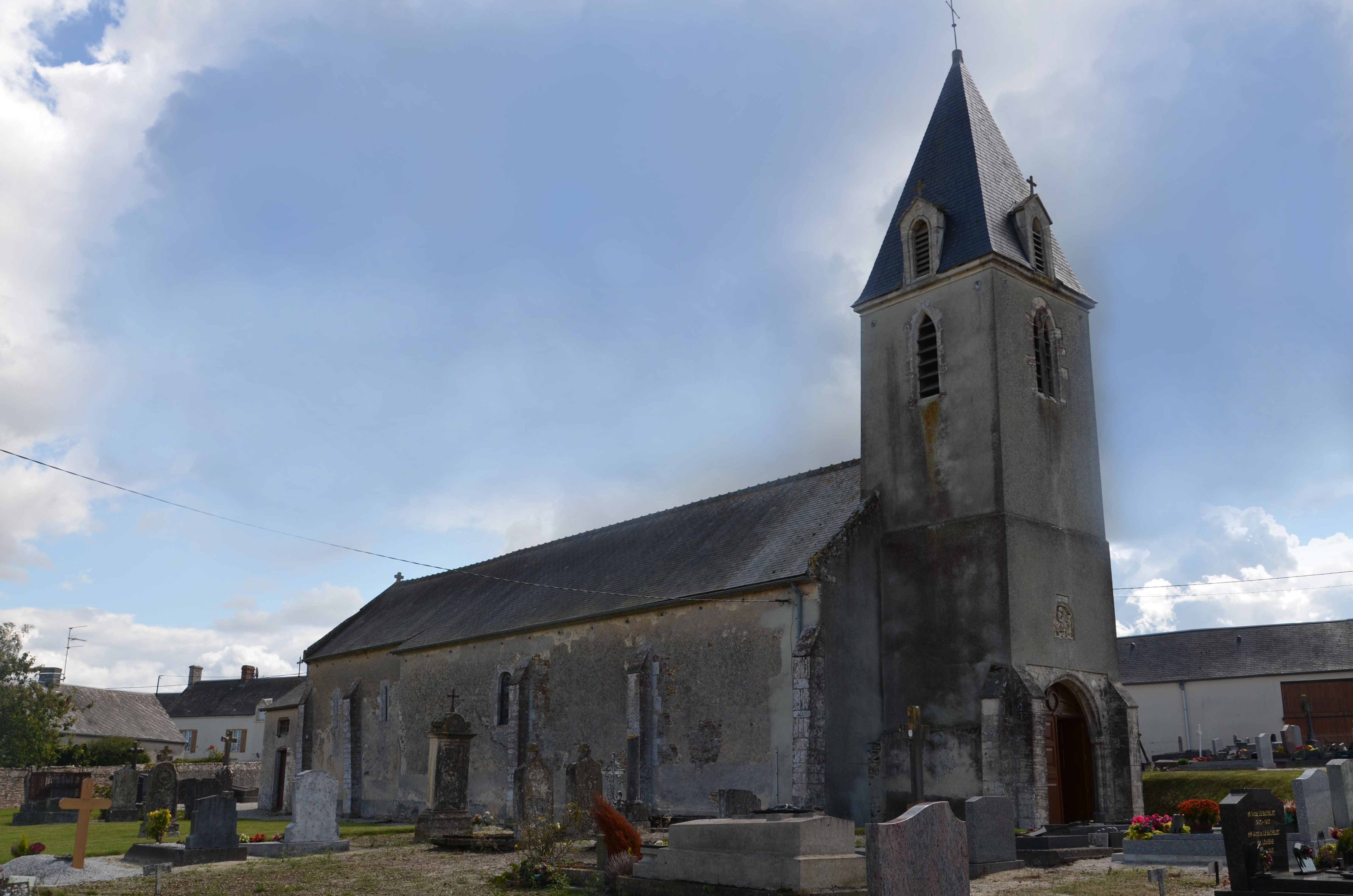
Kirche Saint-Martin